# Flavia Damasceni Peretti
Flavia Damasceni Peretti (Roma, 1574 – Repubblica di Firenze, 14 settembre 1606) è stata una nobildonna italiana, duchessa consorte di Bracciano come moglie di Virginio Orsini.

## Biografia
Era figlia di Fabio Damasceni e di Maria Felicita Peretti, una nipote di papa Sisto V (1585-1590) per parte di madre. Aveva una sorella, Orsina, e due fratelli, Alessandro e Michele. Il potente prozio adottò i quattro e provvide alla loro educazione e mantenimento: Orsina sposò Marcantonio III Colonna, principe di Paliano; Alessandro divenne Cardinale e Michele principe di Venafro.
Flavia venne educata in casa di Lucrezia Salviati, figlia naturale del cardinale Bernardo Salviati e moglie di Latino Orsini. Al momento di darla in moglie, vennero presi in considerazione, fra gli altri, Ranuccio I Farnese, duca di Parma, e Carlo I di Guisa, duca di Guisa. Infine, grazie all'intervento di Ferdinando de' Medici, fratello del Granduca Francesco di Toscana, venne data in sposa a loro nipote Virginio Orsini, duca di Bracciano e figlio di Isabella de' Medici, sorella di Ferdinando e Francesco. Il matrimonio venne celebrato per procura il 20 marzo 1589 e fu officiato dal patriarca di Gerusalemme Fabio Biondi. Sisto V concesse alla nipote una dote di 100.000 scudi. Per celebrare l'evento, furono composte almeno due canzoni: Nelle nozze degl’ill.mi sig.ri il sig. don Verginio Orsino e la signora donna Flavia Peretta di Baldo Catani e Nelle felicissime nozze de… don Verginio Orsino… & donna Flavia Peretta di Giovanni Girolamo Fiorelli. Dall'unione nacquero dodici figli, otto maschi e quattro femmine.
Appassionata di canto, musica e danza, fondò un cenacolo musicale assieme al fratello, il cardinale Alessandro, e occasionalmente si esibiva lei stessa. Della sua cerchia facevano parte virtuosi come Luca Marenzio, Vittoria Archilei e Francesco Rasi. Fra i suoi interessi figuravano anche la tessitura e l'arte delle acconciature femminili.
Descritta come una donna bionda e di notevole bellezza, fu anche dedicataria di diverse opere, anche di nomi illustri.
Torquato Tasso le dedicò la raccolta di liriche Tempio fabricato da diversi coltissimi, e nobilissimi ingegni, sotto lo pseudonimo di Uranio Felice. Altri componimenti le furono dedicati da Giovan Francesco Buoni, con lo pseudonimo di Accademico Sfregiato; e da Ercole Marescotti, con lo pseudonimo di Hercole Filogenio.
Dopo la morte di papa Sisto V, Flavia si trasferì a Firenze, dove prese dimora a palazzo Pitti, assieme al marito Virginio, e divenne un'habitué della corte medicea. Strinse amicizia con numerose nobildonne, tra le quali Margherita Aldobrandini, moglie di Ranuccio I Farnese, Virginia de' Medici, moglie di Cesare d'Este, Laura d'Este e Cristina di Lorena. Fra gli eventi a cui prese parte, spicca il matrimonio di Maria de' Medici con il Re francese Enrico IV.
Nel frattempo, si fece carico delle responsabilità amministrative del Ducato di Bracciano.
Flavia morì durante il suo dodicesimo parto il 14 settembre 1606, mettendo al mondo una figlia nata morta.

## Discendenza
Flavia e Virginio ebbero dodici figli, otto maschi e quattro femmine:
- Paolo Giordano II Orsini (1591 – 24 maggio 1656), sposò nel 1622 la principessa regnante di Piombino, Isabella Appiano, e venne innalzato al titolo di principe del Sacro Romano Impero con la qualifica di Altezza Serenissima, titolo che lo elevò al di sopra di tutti gli altri principi romani. Dalla moglie non ebbe discendenza, ebbe invece un figlio naturale, Ippolito;
- Alessandro Orsini (1592 – 22 agosto 1626), cardinale e legato pontificio;
- Isabella Orsini (1597 – 1623), sposò nel 1612 il duca di Guastalla Cesare II Gonzaga, da cui ebbe due figli, Ferrante III e Vespasiano;
- Maria Felicia Orsini (10 novembre 1599 – 5 giugno 1666), sposò il duca Enrico II di Montmorency, senza discendenza; dopo essere rimasta vedova nel 1632 si unì alle Vergini salesiane;
- Camilla Orsini (29 luglio 1603 - 14 marzo 1685[8]), sposò nel 1619 il principe di Sulmona Marcantonio II Borghese, nipote del Pontefice allora regnante Paolo V, da cui ebbe un figlio, Paolo; dopo essere rimasta vedova, prese i voti e alla morte fu dichiarata venerabile[9];
- Ferdinando Orsini (? - 4 marzo 1660), successe al fratello come Duca e fece confluire nei beni familiari anche quelli della linea Orsini di San Gemini sposando nel 1610 una lontana cugina, Giustiniana Orsini di San Gemini, da cui ebbe sei figli;
- Cosimo Orsini, militare.
- Virginio Orsini, carmelitano scalzo.
- Francesco Orsini, gesuita;
- Carlo Orsini, morto infante.
- Raimondo Orsini, morto infante.
- Figlia nata morta (14 settembre 1606). Sua madre morì mettendola al mondo.

## Ascendenza
|                                      |                 |                                             | Genitori      |  |  | Nonni |  |  | Bisnonni |  |  | Trisnonni |  |
|                                      |                 |                                             |               |  |  |       |  |  | …        |  |  | …         |  |
|                                      |                 |                                             |               |  |  |       |  |  | …        |  |  | …         |  |
|                                      |                 | …                                           |               |  |  |       |  |  | …        |  |  |           |  |
| …                                    |                 |                                             |               |  |  |       |  |  | …        |  |  |           |  |
|                                      |                 | …                                           | …             |  |  |       |  |  |          |  |  |           |  |
|                                      |                 | …                                           | …             |  |  |       |  |  |          |  |  |           |  |
|                                      |                 | …                                           | …             |  |  |       |  |  |          |  |  |           |  |
| Fabio Damasceni                      |                 | …                                           |               |  |  |       |  |  |          |  |  |           |  |
|                                      |                 | …                                           | …             |  |  |       |  |  |          |  |  |           |  |
|                                      |                 | …                                           | …             |  |  |       |  |  |          |  |  |           |  |
|                                      |                 | …                                           | …             |  |  |       |  |  |          |  |  |           |  |
| …                                    |                 | …                                           |               |  |  |       |  |  |          |  |  |           |  |
|                                      |                 | …                                           | …             |  |  |       |  |  |          |  |  |           |  |
|                                      |                 | …                                           | …             |  |  |       |  |  |          |  |  |           |  |
|                                      |                 | …                                           | …             |  |  |       |  |  |          |  |  |           |  |
| Flavia Damasceni Peretti             |                 | …                                           |               |  |  |       |  |  |          |  |  |           |  |
|                                      | Tullio Mignucci | …                                           |               |  |  |       |  |  |          |  |  |           |  |
|                                      | Tullio Mignucci | …                                           |               |  |  |       |  |  |          |  |  |           |  |
|                                      | Tullio Mignucci | …                                           |               |  |  |       |  |  |          |  |  |           |  |
| Giambattista Mignucci                | Tullio Mignucci |                                             |               |  |  |       |  |  |          |  |  |           |  |
|                                      |                 | …                                           | …             |  |  |       |  |  |          |  |  |           |  |
|                                      |                 | …                                           | …             |  |  |       |  |  |          |  |  |           |  |
|                                      |                 | …                                           | …             |  |  |       |  |  |          |  |  |           |  |
| Maria Felice Mignucci Peretti        |                 | …                                           |               |  |  |       |  |  |          |  |  |           |  |
|                                      |                 | Francesco Piergentile "Peretto di Montalto" | Giacomo Ricci |  |  |       |  |  |          |  |  |           |  |
|                                      |                 | Francesco Piergentile "Peretto di Montalto" | Giacomo Ricci |  |  |       |  |  |          |  |  |           |  |
|                                      |                 | Francesco Piergentile "Peretto di Montalto" | …             |  |  |       |  |  |          |  |  |           |  |
| Camilla Peretti, marchesa di Venafro |                 | Francesco Piergentile "Peretto di Montalto" |               |  |  |       |  |  |          |  |  |           |  |
|                                      |                 | Mariana Ricucci                             | …             |  |  |       |  |  |          |  |  |           |  |
|                                      |                 | Mariana Ricucci                             | …             |  |  |       |  |  |          |  |  |           |  |
|                                      |                 | Mariana Ricucci                             | …             |  |  |       |  |  |          |  |  |           |  |
|                                      |                 | Mariana Ricucci                             |               |  |  |       |  |  |          |  |  |           |  |